# Émetteur de Saint-Rémy-l'Honoré
L'émetteur de Saint-Rémy-l'Honoré ou émetteur des Essarts-le-Roi, était un site d'émission de la station de radio Radio-Paris sur les grandes ondes (1725 mètres), situé à Saint-Rémy-l'Honoré (Seine-et-Oise, actuellement Yvelines), à 38 kilomètres au sud-ouest de Paris. À son inauguration en 1931, son antenne soutenue par trois pylônes de 208 mètres était la plus haute d'Europe. À partir de 1937, Saint-Rémy-l'Honoré accueille l'émetteur à ondes courtes de la station internationale Paris-Mondial.
Le site est remplacé en 1939 par l'émetteur d'Allouis. Il est aujourd'hui devenu un site de stockages d'archives audiovisuelles de l'INA,.

## Émetteur de Radio-Paris

### Histoire
Le 1er novembre 1930, un décret officialise le transfert de l'émetteur de Radio-Paris, installé rue du Landy à Clichy depuis 1924, vers Saint-Rémy-l'Honoré où le but est de construire un émetteur plus puissant. Clichy est alors le poste le plus puissant en France avec ses 17 kilowatts.

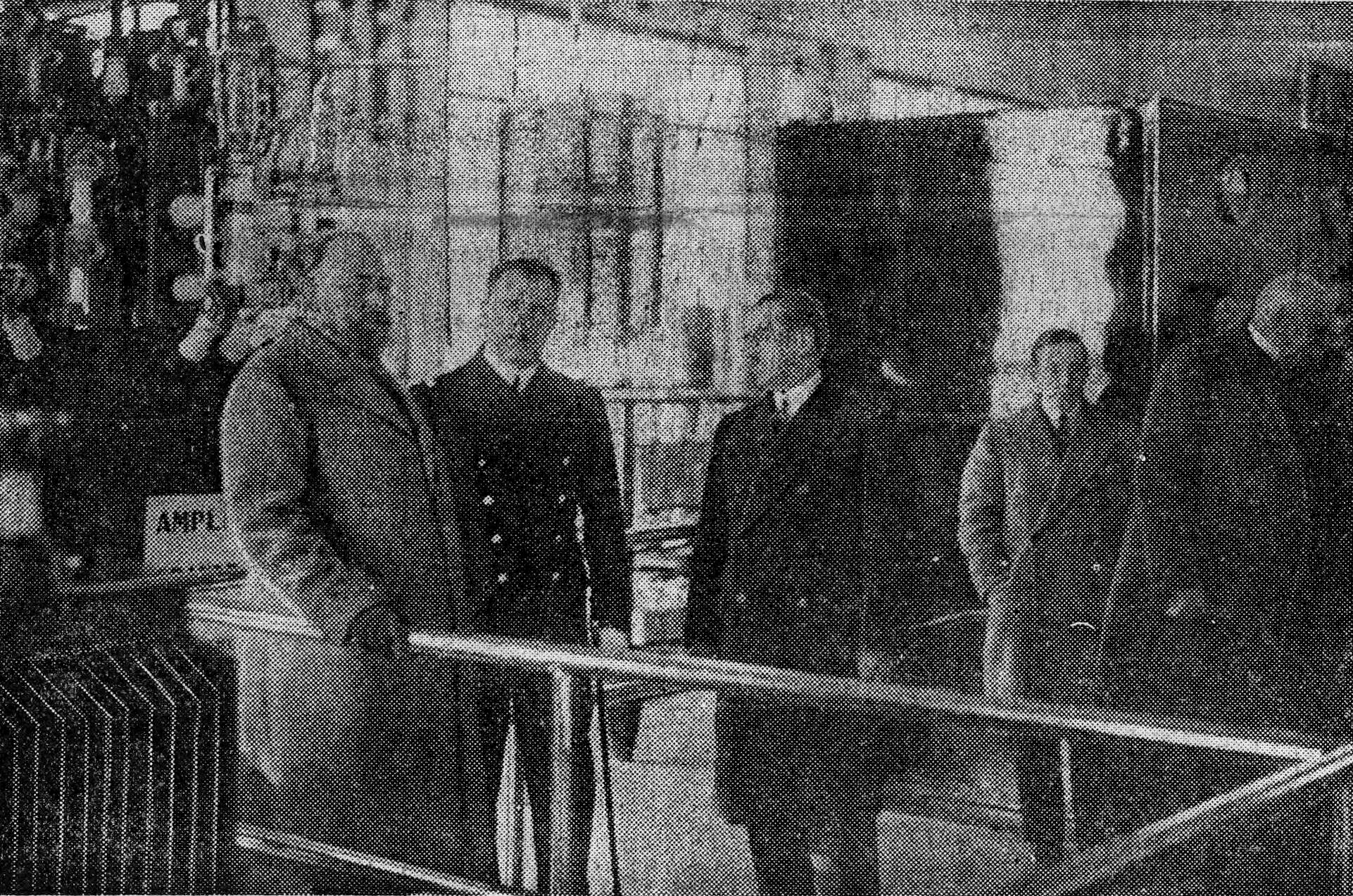
Inauguration de l'émetteur le 13 novembre 1931 par Charles Guernier (à gauche).

L'augmentation de la puissance impose d'installer le nouveau site à bonne distance des agglomérations, afin d'éviter la perturbation du signal. Installé sur un site de 107 hectares au lieu-dit « La Ferme de Châtillon » (qu'une route relie à l'actuelle D34), l'émetteur de Saint Rémy l'Honoré se situe à 38 kilomètres de la capitale, et à 10 kilomètres de Rambouillet, sur un plateau représentant un point élevée du département.
Outre le bâtiment abritant l'émetteur, le site comporte plusieurs bâtiments de logements qui existent encore de nos jours : deux logements pour le chef et le sous-chef de station, huit appartements pour le personnel et un logement et une loge pour le gardien.
Le site est relié aux studios de Radio-Paris, alors situés au n°11 rue François-Ier à Paris, par un câble téléphonique souterrain spécial traversant la porte de Saint-Cloud, le parc de Saint-Cloud, Ville d'Avray, Versailles, puis longeant la N10. Il est équipé d'un correcteur d'amplitude et d'un amplificateur terminal. Il constitue un progrès en comparaison du câble téléphonique ordinaire que reliait les studios et l'émetteur de Clichy.
Le site est inauguré le 13 novembre 1931 en présence du ministre des PTT, Charles Guernier.

### Équipement

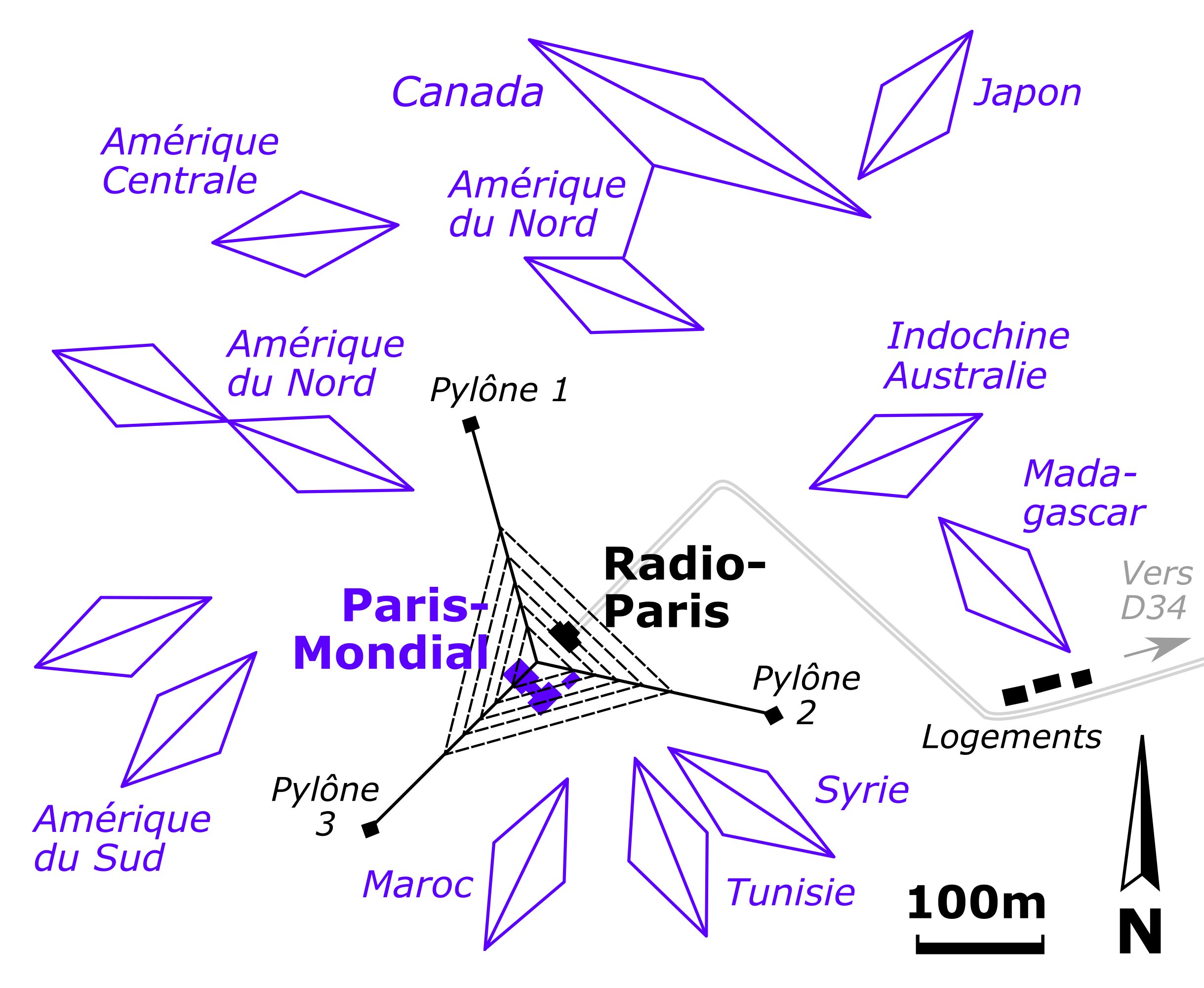
Plan du site de Saint-Rémy-l'Honoré, avec le bâtiment et l'antenne triangulaire de 1931 de Radio-Paris (en noir), et celles en losange de Paris-Mondial (en violet) à partir de 1936.

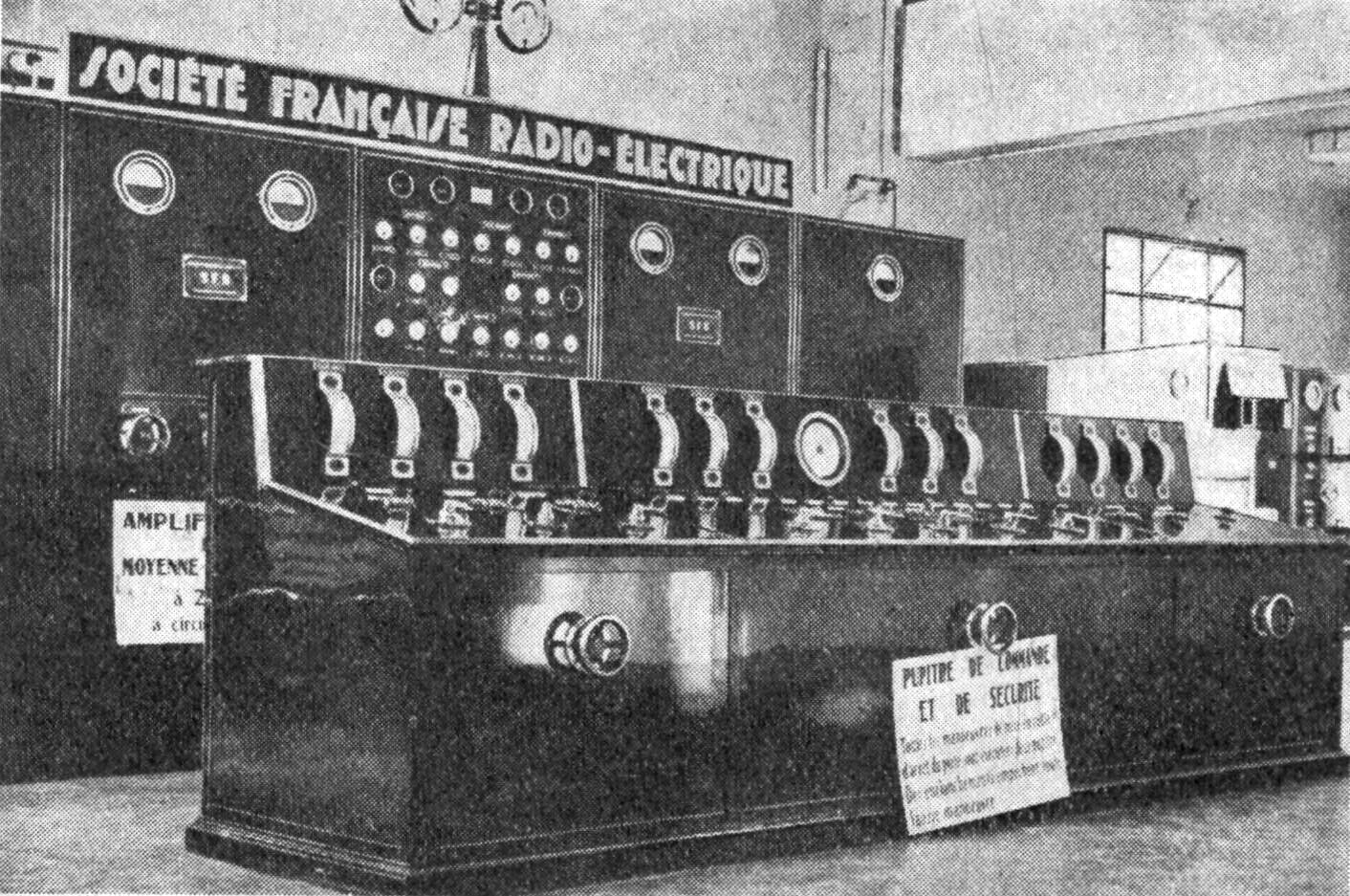
Pupitre de commande dans la salle des émissions.

L'antenne de l'émetteur de Saint-Rémy-l'Honoré est à sa construction la plus haute d'Europe. Elle est de la forme d'un triangle équilatéral de 160 mètres de côté. La nappe de câbles, couvrant une superficie de 11 400 mètres carrés, est suspendue à trois pylônes haubanés hauts de 208 mètres, et distants de 315 mètres chacun.
La descente d'antenne verticale rejoint au sol le bâtiment technique de 400 m² abritant l'émetteur, les redresseurs, les transformateurs et le pupitre de contrôle des équipements.
La diffusion se fait sur l'onde des 1725 mètres, comme à Clichy. La puissance de rayonnement est prévue pour varier entre 85 et 120 kW, et le taux de modulation pour atteindre 100%. Un cristal de quartz piézoélectrique assure une stabilité de la fréquence de l'onde porteuse d'une précision inégalée pour l'époque. L'amplification de puissance se fait au moyen de 12 lampes de 20kW montées en parallèle, refroidies par circulation d'eau et délivrant au total 240 kW de puissance installée.
La prise de terre se fait par un réseau de 15 kilomètres de fils et de bandes de cuivre, enterrés à 50 centimètres dans le sol.
L'émetteur est alimenté électriquement par un courant triphasé de 15 000 volts au moyen de deux lignes en provenance des sous-stations électriques du Pecq et de Puteaux. Deux redresseurs de courant alternatif à vapeur de mercure fournissent une tension allant de 8000 à 12000 V.

### Performances

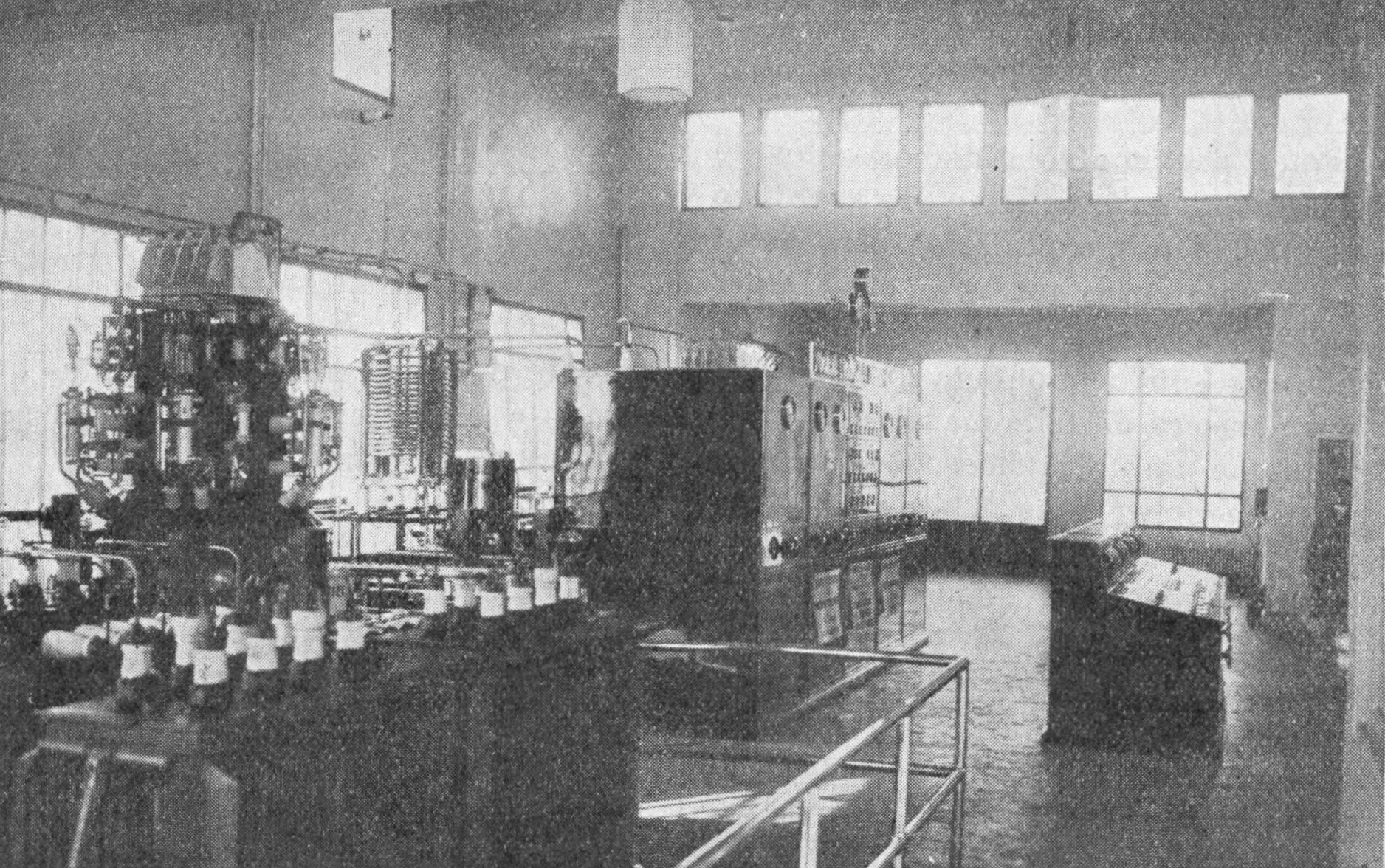
Vue générale de la salle des émissions.

Dix fois plus puisant que celui de Clichy en puissance rayonnée, l'émetteur de Saint Rémy l'Honoré devient le plus puissant de France et permet théoriquement d'entendre facilement Radio-Paris dans l'ensemble des régions du pays à l'exception de quelques parties des Alpes et des Pyrénées. La réception est forte dans un rayon de 400 km. La réception est bonne jusqu'au Danemark.
En revanche, les auditeurs de Paris et du département de la Seine notent rapidement une réception plus faible et difficile en comparaison de l'émetteur de Clichy ou de celui de la tour Eiffel. Les revues spécialisées font rapidement part de leur déception. Des problèmes de mise au point imposent l'utilisation du poste de Clichy en secours durant les premières semaines. En décembre 1931, la direction technique reconnaît que les émissions sont réalisées à 50 kilowatts d'onde porteuse, et que la station est très rarement poussée à 100 kilowatts. En 1933, le Midi Socialiste rapporte que plusieurs auditeurs ne parviennent plus à recevoir Saint-Rémy-l'Honoré en Bretagne, dans les Landes ou la vallée du Rhône, où la réception était auparavant normale.
Dès 1936, l'émetteur d'Allouis est commandé afin de remplacer celui de Saint-Rémy-l'Honoré.

## Émetteur de Paris-Mondial
À partir de janvier 1937, un nouvel émetteur de moyenne puissance (25 kW) pour le Poste Colonial est mis à l'étude puis construit sur le site de Saint-Rémy-l'Honoré, autour des installations de Radio-Paris. L'objectif est d'assister puis de remplacer le site ondes courtes de 15 kW installé à Pontoise depuis l'exposition coloniale de 1931 où est née cette station qui diffuse à destination des colonies.

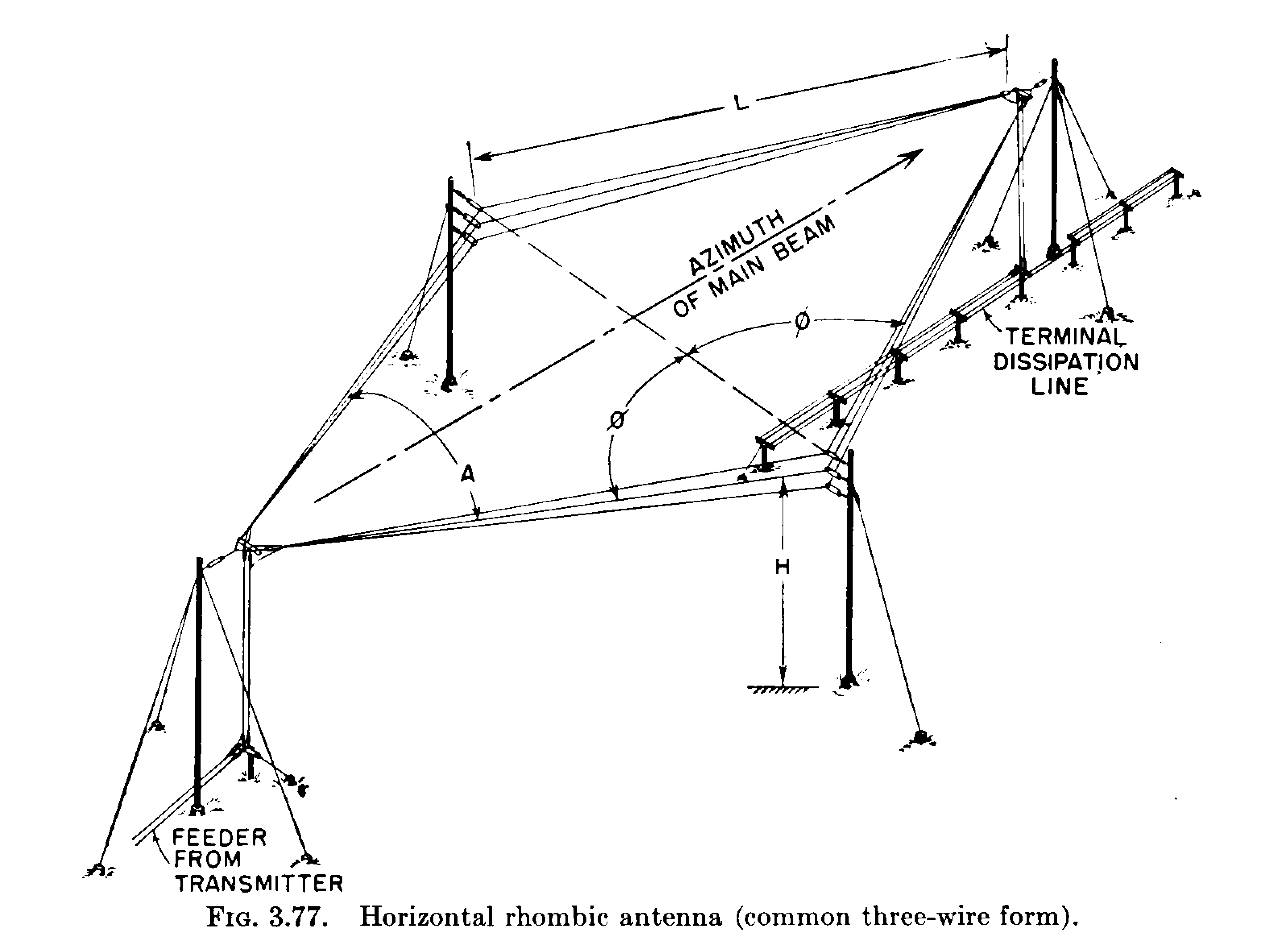
Schéma d'une antenne losange.

L'équipement est fourni par Thomson-Houston. Un poste émetteur et un poste d'alimentation, reliés pas une galerie, sont construits à côté des bâtiments de Radio-Paris. Le poste émetteur est capable de diffuser sur 15 longueurs d'onde attribuées entre 16 mètres et 50 mètres afin d'assurer une stabilité dans la diffusion malgré les variations météorologiques et climatiques, tandis que le poste de Pontoise ne disposait que de trois fréquences sur deux bandes. Les lampes de puissance de l'émetteur et du modulateur sont refroidies par un circuit d'eau.
Six feeders doubles transportent l'énergie à haute fréquence depuis la salle d'émission vers 13 antennes horizontales de type losange. C'est la première fois que ces antennes sont utilisées en France, au retour d'une mission technique envoyée aux États-Unis en 1936. Chaque nappe en losange est suspendue par quatre poteaux, à une hauteur allant de 15 à 25 mètres du sol, et orienté vers la région du monde à atteindre. Aucune interférence n'a lieu avec l'antenne en hauteur de Radio-Paris.
Les premières émissions en service expérimental ont lieu en novembre 1937 et s'achèvent début 1938, alors que l'émetteur d'Allouis est déjà en construction. L'inauguration a lieu le 23 mars 1938. Le Poste Colonial est alors renommé "Paris-Ondes Courtes", puis une semaine plus tard Paris-Mondial. Le lancement du service régulier n'a lieu qu'en avril 1939.
Lors de l'exploitation expérimentale, la réception des programmes de Paris-Mondial est grandement accrue aux États-Unis et au Canada.

## Liens
- http://perso.orange.fr/tvignaud/am/allouis/allouis-chrono.htm
- http://perso.orange.fr/tvignaud/am/allouis/allouis-rparis.htm